# Sophora cassioides
Sophora cassioides é uma espécie vegetal da família Fabaceae.
Pode ser encontrada no Chile e Diego Alvarez (Gough) no Atlântico Sul (Tristão da Cunha).